# Arvieux
Arvieux (okzitanisch Arvieus) ist eine französische Gemeinde im Département Hautes-Alpes in der Region Provence-Alpes-Côte d’Azur. Sie gehört zum Arrondissement Briançon und zum Kanton Guillestre.

## Geographie
Das Gemeindegebiet liegt im Regionalen Naturpark Queyras, 25 Kilometer südöstlich von Briançon. Die angrenzenden Gemeinden sind Cevrières im Norden, Château-Ville-Vieille im Osten, Guillestre im Südosten, Eygliers im Südwesten, Saint-Crépin und La Roche-de-Rame im Westen sowie Villar-Saint-Pancrace im Nordwesten.

## Bevölkerungsentwicklung
| Jahr                       | 1962 | 1968 | 1975 | 1982 | 1990 | 1999 | 2006 | 2012 | 2020 |
| Einwohner                  | 413  | 412  | 324  | 351  | 338  | 355  | 348  | 371  | 354  |
| Quellen: Cassini und INSEE |      |      |      |      |      |      |      |      |      |

## Sehenswürdigkeiten
- Kirchen Saint-Laurent und Sainte-Marie-Madeleine, beide als Monument historique klassifiziert

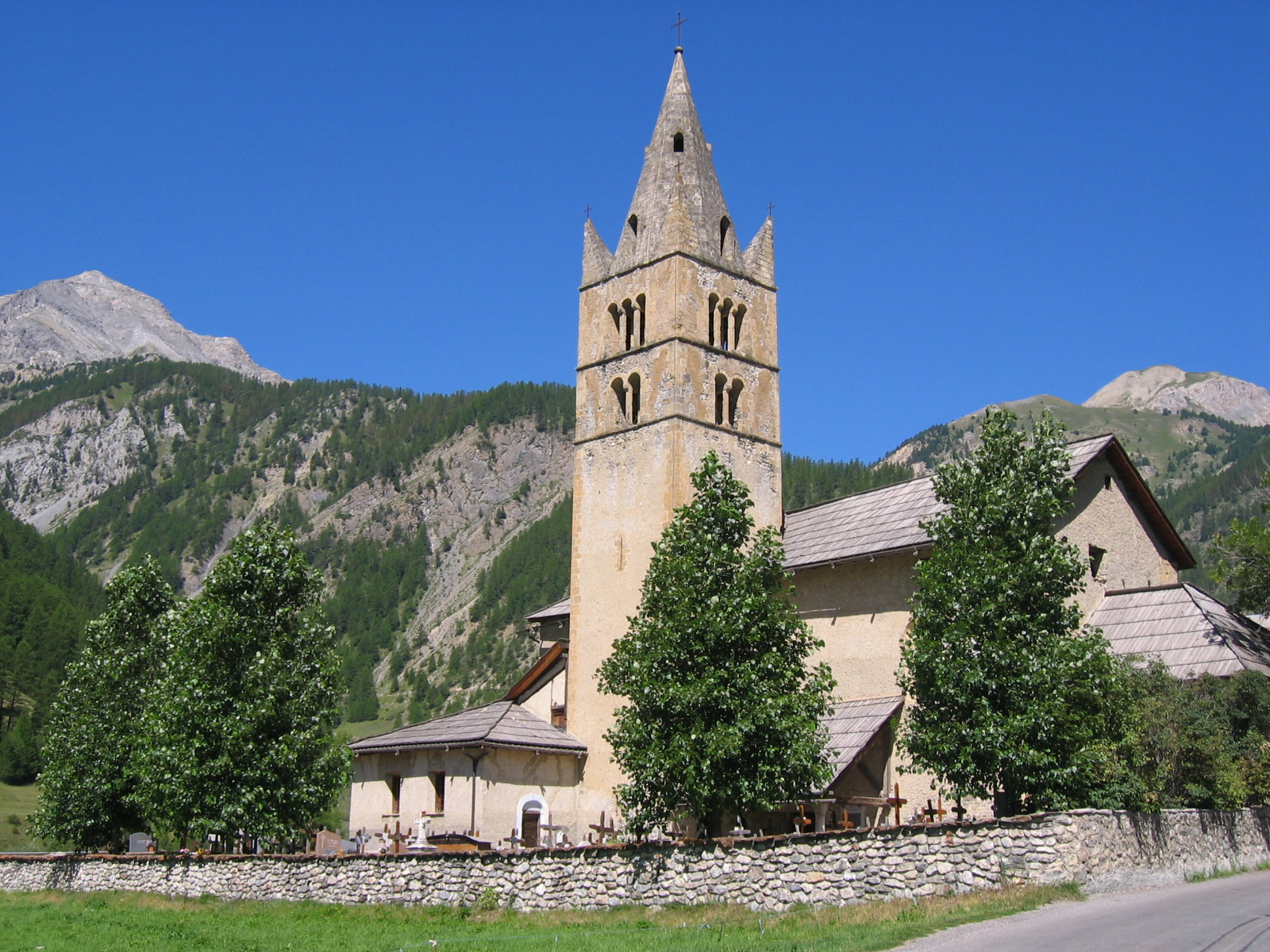
Kirche St-Laurent
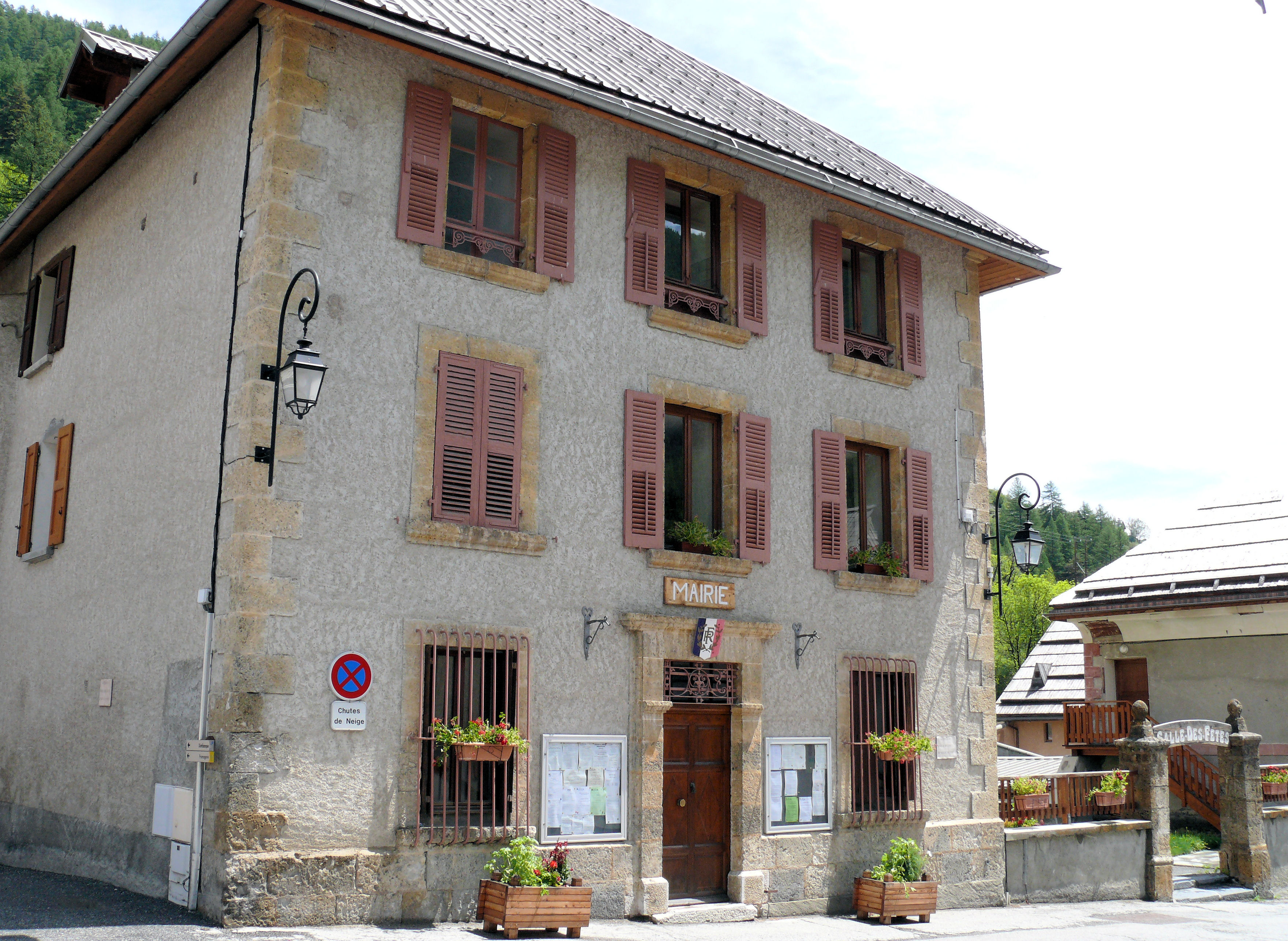
Mairie (Rathaus)
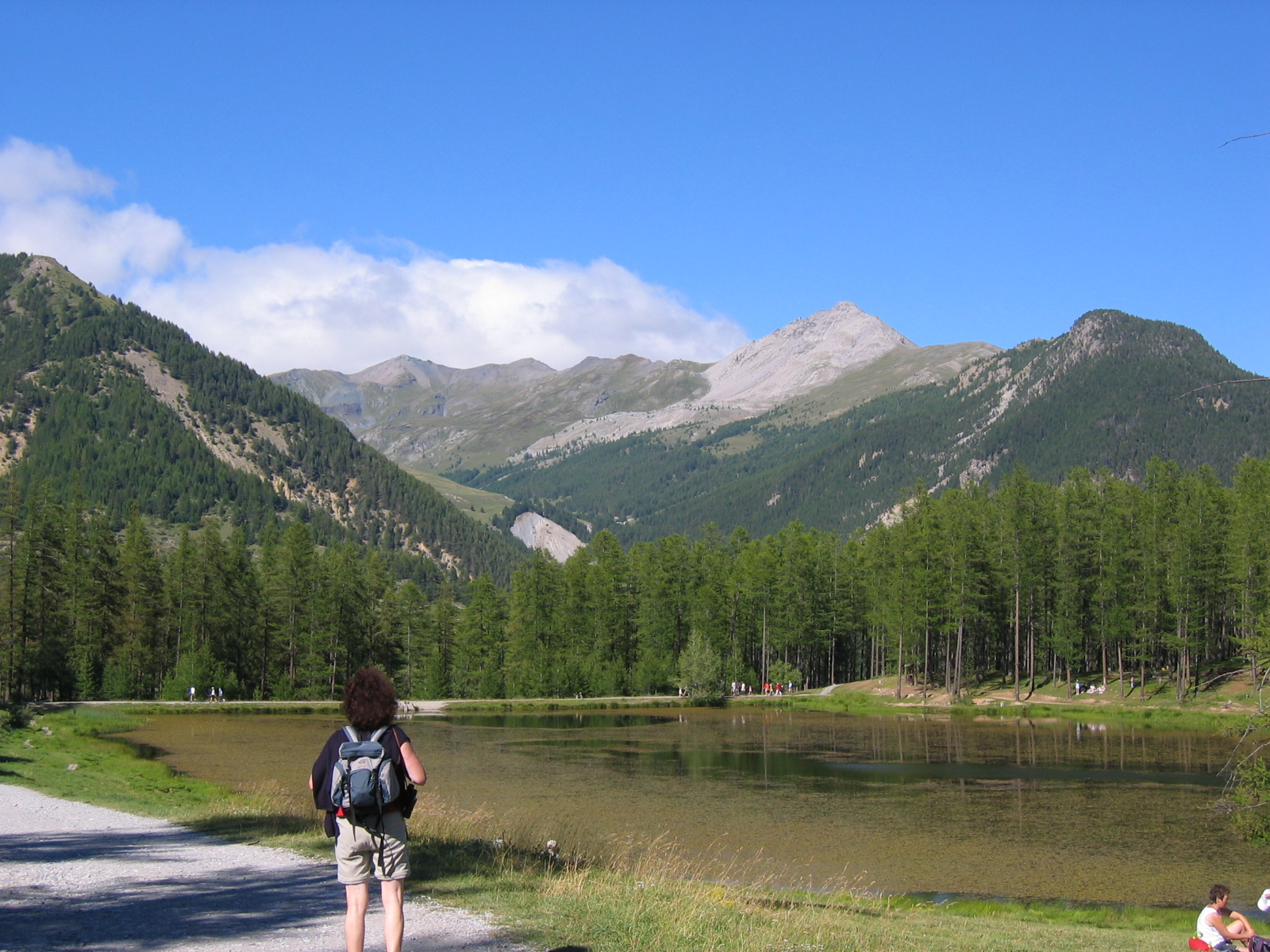
Lac Roue